# Jacek Lachowicz
Jacek Lachowicz (ur. 15 listopada 1972 w Płocku) – polski muzyk, wokalista, multiinstrumentalista, producent muzyczny i kompozytor.

## Życiorys
Obecnie występuje pod nazwą Lachowicz i Lachowicz and the Pigs. Wcześniej grał w Ściance i Lenny Valentino. Jest kojarzony z muzyką alternatywną.
Ukończył Wyższą Szkołę Muzyczną w Gdańsku na Wydziale Instrumentalnym w klasie fortepianu.
Wspólnie z Anią Dąbrowską nagrał piosenkę pt. Płyń.

## Dyskografia
- Split EP (2004)
- Jacek Lachowicz (2004)
- Za morzami (2007)
- Runo (Mystic, 2008)
- Pigs, Joys and Organs (Mystic, 2009)
- Wersja_2011 (Pear, 2011)

Gościnnie
- Tymon & The Transistors – Wesele (2004)

## Filmografia
- Wesele (2004) – jako członek orkiestry weselnej, wykonanie muzyki
- Oda do radości (2006) – autor muzyki – kompozytor, wykonanie utworu Płyń.
- Kilka prostych słów (2007) – autor muzyki, wykonanie utworu To be strong'.
- Bez tajemnic (2011) – autor muzyki – kompozytor.